# 村田勇三郎
村田 勇三郎（むらた ゆうざぶろう、1930年(昭和5年)12月14日 - 2010年（平成22年）11月26日）は、日本の英語学者。立教大学名誉教授。

## 人物
埼玉県生まれ。1953年東京教育大学英語学卒、1956年同大学院修士課程修了。高校教師をへて、1968年立教大学一般教育部講師、1970年助教授、1977年教授、1996年定年、名誉教授、大妻女子大学教授。1972年共著『文法論』で市河賞、1982年共著『英語学と英語教育』で大学英語教育学会賞受賞。英語語法文法学会名誉顧問、語学教育研究所参与。

## 著書
- 『機能英文法』大修館書店 英語学叢書、1982
- 『講座・学校英文法の基礎 第7 - 8巻 文』研究社出版、1983 - 84
- 『現代英語の語彙的・構文的事象』開拓社、2005 ISBN 978-4-7589-2126-8

### 共著
- 『総合整理英語77』奥幸雄、隈部直光共著 学灯社、1965
- 『テスタ英作文法 大学入試のテクニーク』杉山忠一共著 學燈社、1966
- 『英語学大系 第3巻 文法論 1』太田朗、池谷彰共著 大修館書店、1972
- 『英語学大系 第12巻 英語学と英語教育』伊藤健三、島岡丘共著 大修館書店、1982
- 『英語の文法 テイクオフ英語学シリーズ』成田圭市共著 大修館書店、1996